# Vanessa dejeanii
Vanessa dejeanii é uma borboleta da família Nymphalidae encontrada nas Filipinas e em Java, Lombok e Bali.

## Subespécies
- Vanessa dejeanii dejeanii (Java, Bali, Lombok)
- Vanessa dejeanii mounseyi (Talbot, 1936) (Filipinas: Mindanao, Samar)